# Bourg de Xinchang
 (février 2015).
Si vous disposez d'ouvrages ou d'articles de référence ou si vous connaissez des sites web de qualité traitant du thème abordé ici, merci de compléter l'article en donnant les références utiles à sa vérifiabilité et en les liant à la section « Notes et références ».
Pour les articles homonymes, voir Xinchang.
Le bourg de Xinchang (新场镇, xīnchǎng zhèn) est un bourg situé sous la juridiction du Xian de Dayi, Municipalité de Chengdu, dans la province du Sichuan, en République populaire de Chine.

## Culture

### Patrimoine
Le Palais Chuanwang